# 阿南準郎
阿南 準郎（あなん じゅんろう、1937年9月2日 - 2024年7月30日）は、大分県佐伯市出身の元プロ野球選手（内野手）・コーチ・監督。

## 来歴・人物
小学生時代、当時教師であった漫画家の富永一朗から教えを受けており、富永は後年、冗談めかしながら「野球を教えたのはオレだ」とよく自慢していた。
佐伯鶴城高では遊撃手、三番打者として活躍。3年次の1955年に夏の甲子園県予選で優勝し東九州大会に進出するが、出水高に惜敗して甲子園出場はならなかった。
1956年に広島カープへ入団。内野が手薄であったため、1年目の同年8月から遊撃手として起用され、28試合に先発出場。
遊撃の控えで出場機会を増やしていたが、1959年には古葉毅がレギュラーに定着したことで、打撃で決め手を欠いた阿南は内野のユーティリティプレイヤーとして存在感を発揮していく。
1960年には一塁手に回った興津立雄の後継三塁手となり、阿南は「守備の職人」として古葉と共に鉄壁の三遊間を形成し、ガッツあふれた守備でファンを魅了。
1962年には興津が三塁手に復帰するが、その後も内野の準レギュラーとして活躍し、1963年には二塁へ回る。古葉との三遊間は鉄壁、二遊間は絶品と言われる名コンビとなっていった。
1964年に「潤一」から「準郎」に改名し、小坂佳隆に代わり二塁手の定位置を獲得。序盤は首位打者を争って夏場から失速したものの、生涯唯一の規定打席（打率24位、打率.246）到達を果たす。
1965年からは古葉が二塁手に回り、再び三塁へ回され、遊撃のバックアップとしても存在感を発揮。
1968年に近鉄バファローズへ移籍し、選手兼任監督を解任され、阪神へ移籍した小玉明利の代わりに三塁手として活躍。1964年と同様、序盤は首位打者を争うなどの活躍を見せた。同年から就任した三原脩監督に可愛がられ、三原の趣味であった囲碁の相手を、たった一人で務めていた。1970年引退。
毎年のように複数のポジションを守りながら100試合前後に出場していたが、失策数が10を超えたのは現役15年の内3シーズンのみで、打撃は非力であったが、堅守が光るユーティリティープレーヤーであった。
引退後は近鉄の二軍内野守備コーチ（1971年）→一軍守備コーチ（1972年 - 1973年）を務め、在任中はユニホームの尻のポケットにはいつもメモがびっしりと書かれたノートが入っていて、選手達は「チェックマン」と呼んだ。1974年、森永勝也監督の要請で古巣・広島に二軍コーチとして復帰。1975年はシーズン当初は二軍コーチを務めていたが、ジョー・ルーツ監督の辞任で古葉が監督に昇格すると一軍コーチとして招聘され、球団創立25年目の初優勝に貢献した。
1986年、勇退した古葉の後を受け継ぎ、監督に就任。投手王国は依然として強固であったが、打撃陣は世代交代の波と外国人選手の不在もあり、典型的な投高打低のチーム状態であった。本来は山本浩二が監督に就任する予定であったこともあり、つなぎ役と見られていたが、古葉の用兵術と三原の人身掌握術を使い分け、質量ともに円熟した強力投手陣を前面に押し出すことで、後半戦開始時点の巨人との5.5ゲーム差をひっくり返し、就任1年目でのリーグ優勝を成し遂げる。達川光男の正捕手再抜擢、長内孝は一塁定位置再奪回し自身初の規定打席到達、津田恒実の抑え転向、正田耕三は二塁手定着した。日本シリーズは第8戦までもつれたが、西武に3勝4敗1分で敗れた。
1987年は山本が引退し、古葉が監督に就任した大洋にコーチ、スカウト、マネージャーを大量に引き抜かれるなど、チーム力の低下が懸念されたが、元中日監督の中利夫や、近鉄時代の同僚で、前年までヤクルトのコーチであった伊勢孝夫を招聘するなど、コーチ陣の整備でチーム力低下を抑える戦略を採った。
選手生活の晩年を迎えていた衣笠祥雄の起用法に関しては、1986年夏場まで打率1割台と生涯最大のスランプに苦しみ、若手起用を求める声も高まっていた。しかし、阿南は打順を下げつつも頑として先発出場にこだわり、「あれだけの選手だから、いつかは打ってくれる」と述べていた。1987年は試合中盤でランディ・ジョンソンと交代する起用法を採りながら、最終出場試合となった対大洋戦の10月22日で2215試合連続出場を果たした衣笠は、同年限りで引退した。正田は1987年から2年連続で首位打者のタイトルを獲得。
1988年までAクラスを持続させ、山本浩二にバトンを渡す形で勇退。フロント入りし、取締役育成部長、常務取締役球団本部長兼連盟担当、取締役相談役を歴任した。
2022年のカープレジェンドゲームにも元気な姿を見せていたものの、2024年7月30日死去。86歳没。
ユニフォームの名前の表記が「ANAN」だったため、有名女性ファッション誌になぞらえて「アンアン監督」と呼ぶファンもいた。

## 詳細情報

### 年度別打撃成績
| 年 度      | 球 団      | 試 合 | 打 席 | 打 数 | 得 点 | 安 打 | 二 塁 打 | 三 塁 打 | 本 塁 打 | 塁 打 | 打 点 | 盗 塁 | 盗 塁 死 | 犠 打 | 犠 飛 | 四 球 | 敬 遠 | 死 球 | 三 振 | 併 殺 打 | 打 率 | 出 塁 率 | 長 打 率 | O P S |
| ---------- | ---------- | ----- | ----- | ----- | ----- | ----- | -------- | -------- | -------- | ----- | ----- | ----- | -------- | ----- | ----- | ----- | ----- | ----- | ----- | -------- | ----- | -------- | -------- | ----- |
| 1956       | 広島       | 34    | 90    | 87    | 6     | 17    | 4        | 1        | 1        | 26    | 5     | 0     | 1        | 0     | 0     | 2     | 0     | 1     | 11    | 2        | .195  | .222     | .299     | .521  |
| 1957       | 広島       | 89    | 273   | 244   | 8     | 44    | 6        | 0        | 1        | 53    | 12    | 1     | 1        | 1     | 1     | 27    | 0     | 0     | 31    | 4        | .180  | .262     | .217     | .479  |
| 1958       | 広島       | 37    | 113   | 97    | 13    | 22    | 2        | 0        | 2        | 30    | 7     | 2     | 2        | 2     | 4     | 10    | 0     | 0     | 11    | 3        | .227  | .299     | .309     | .608  |
| 1959       | 広島       | 38    | 104   | 93    | 7     | 14    | 2        | 1        | 0        | 18    | 9     | 1     | 2        | 0     | 2     | 9     | 0     | 0     | 17    | 2        | .151  | .225     | .194     | .419  |
| 1960       | 広島       | 99    | 247   | 228   | 23    | 52    | 7        | 4        | 4        | 79    | 19    | 5     | 1        | 3     | 0     | 16    | 0     | 0     | 35    | 3        | .228  | .279     | .346     | .625  |
| 1961       | 広島       | 117   | 363   | 331   | 20    | 66    | 12       | 1        | 2        | 86    | 15    | 1     | 3        | 9     | 4     | 19    | 1     | 0     | 32    | 11       | .199  | .243     | .260     | .503  |
| 1962       | 広島       | 110   | 253   | 228   | 18    | 56    | 6        | 1        | 2        | 70    | 18    | 1     | 1        | 5     | 1     | 18    | 0     | 1     | 29    | 7        | .246  | .304     | .307     | .611  |
| 1963       | 広島       | 99    | 242   | 227   | 13    | 52    | 8        | 0        | 2        | 66    | 16    | 1     | 0        | 2     | 2     | 11    | 0     | 0     | 11    | 8        | .229  | .265     | .291     | .555  |
| 1964       | 広島       | 137   | 504   | 468   | 29    | 115   | 15       | 2        | 6        | 152   | 47    | 4     | 3        | 8     | 1     | 25    | 1     | 2     | 39    | 13       | .246  | .287     | .325     | .612  |
| 1965       | 広島       | 115   | 331   | 298   | 20    | 62    | 4        | 2        | 2        | 76    | 16    | 3     | 4        | 6     | 2     | 24    | 0     | 1     | 24    | 7        | .208  | .269     | .255     | .524  |
| 1966       | 広島       | 117   | 277   | 261   | 8     | 57    | 5        | 0        | 1        | 65    | 14    | 1     | 4        | 1     | 1     | 12    | 1     | 2     | 25    | 9        | .218  | .258     | .249     | .507  |
| 1967       | 広島       | 90    | 144   | 134   | 11    | 24    | 4        | 0        | 1        | 31    | 11    | 6     | 0        | 2     | 1     | 7     | 0     | 0     | 15    | 3        | .179  | .220     | .231     | .451  |
| 1968       | 近鉄       | 118   | 308   | 283   | 21    | 69    | 11       | 1        | 3        | 91    | 22    | 3     | 7        | 8     | 3     | 13    | 0     | 1     | 39    | 7        | .244  | .279     | .322     | .601  |
| 1969       | 近鉄       | 118   | 320   | 293   | 22    | 68    | 8        | 1        | 7        | 99    | 36    | 8     | 2        | 8     | 1     | 17    | 2     | 1     | 25    | 5        | .232  | .277     | .338     | .614  |
| 1970       | 近鉄       | 97    | 171   | 154   | 8     | 28    | 1        | 0        | 0        | 29    | 7     | 6     | 3        | 5     | 1     | 11    | 0     | 0     | 16    | 3        | .182  | .236     | .188     | .425  |
| 通算：15年 | 通算：15年 | 1415  | 3740  | 3426  | 227   | 746   | 95       | 14       | 34       | 971   | 254   | 43    | 34       | 60    | 24    | 221   | 5     | 9     | 360   | 87       | .218  | .267     | .283     | .550  |

### 年度別監督成績
| 年度      | 球団      | 順位      | 試合数 | 勝利 | 敗戦 | 引分 | 勝率 | 備考                      |
| --------- | --------- | --------- | ------ | ---- | ---- | ---- | ---- | ------------------------- |
| 1986年    | 広島      | 1位       | 130    | 73   | 46   | 11   | .613 | 日本シリーズは3勝4敗1引分 |
| 1987年    | 広島      | 3位       | 130    | 65   | 55   | 10   | .542 |                           |
| 1988年    | 広島      | 3位       | 130    | 65   | 62   | 3    | .512 |                           |
| 通算：3年 | 通算：3年 | 通算：3年 | 390    | 203  | 163  | 24   | .555 |                           |

※1986年から1996年までは130試合制

### 記録
- 1000試合出場：1967年4月26日 ※史上122人目

### 背番号
- 50（1956年 - 1959年）
- 25（1960年 - 1967年）
- 5（1968年 - 1970年）
- 51（1971年）
- 73（1972年 - 1973年）
- 75（1974年 - 1988年）

### 登録名
- 阿南 潤一（あなん じゅんいち、1956年 - 1963年）
- 阿南 準郎（あなん じゅんろう、1964年 - ）

## 関連情報

### CD
- 『カープロード』矢野昌大のCDにコメント提供。